# 旺火

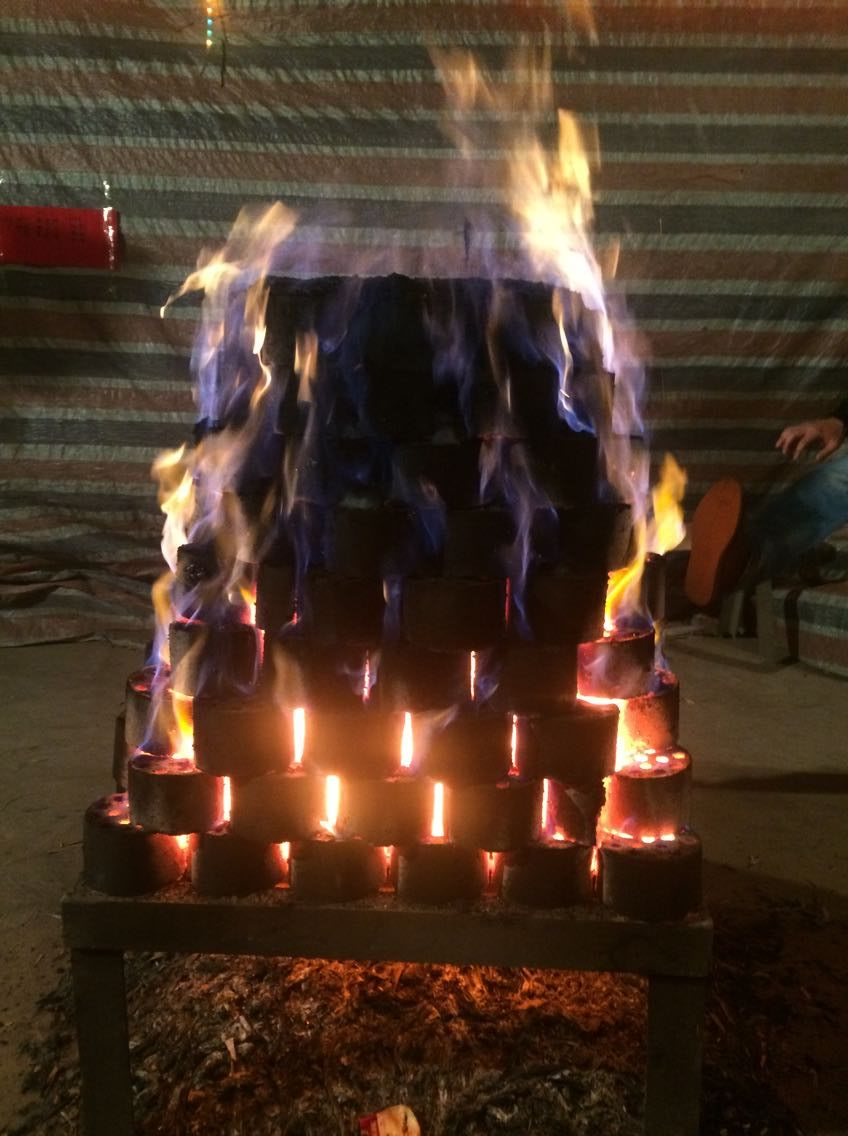
山西省交城縣的旺火

旺火是流行于山西省北部部分地区的一种社火民俗活动，是燒塔的一種。在春节、元宵节期间，人们用大块煤炭垒成一个塔状，即“垒旺火”。到春节、元宵节夜晚，人们将旺火点燃，并围着旺火堆转圈。
各地旺火习俗中，以怀仁旺火最有名气。怀仁旺火习俗已被收录进第三批国家级非物质文化遗产名录。